# Amastus fusca
Amastus fusca är en fjärilsart som beskrevs av Rothschild 1909. Amastus fusca ingår i släktet Amastus och familjen björnspinnare. Inga underarter finns listade i Catalogue of Life.